# Сесар Мартін
Сесар Мартін (ісп. César Martín, нар. 3 квітня 1977, Ов'єдо) — іспанський футболіст, що грав на позиції центрального захисника.
Виступав, зокрема, за клуби «Реал Ов'єдо» та «Депортіво», з яким вигравав чемпіонат Іспанії і Кубок країни. Грав за національну збірну Іспанії.

## Клубна кар'єра
У дорослому футболі дебютував 1994 року виступами за команду клубу «Реал Ов'єдо» з рідного міста, в якій провів п'ять сезонів, взявши участь у 101 матчі чемпіонату.  Більшість часу, проведеного у складі «Реала Ов'єдо», був основним гравцем захисту команди.
Своєю впевненою грою за цю команду привернув увагу представників тренерського штабу клубу «Депортіво», до складу якого приєднався 1999 року за 7,4 мільйони євро. Відіграв за клуб з Ла-Коруньї наступні сім сезонів своєї ігрової кар'єри, вигравши з ним чемпіонат Іспанії і Кубок країни. Проте у «Депортіво» не мав постійного місця в основному складі, насамперед через низку травм, які переслідували Сесара в ці роки.
Згодом з 2006 по 2009 рік грав у складі команд клубів «Леванте», «Болтон Вондерерз» та «Еркулес», причому у Леванте та Болтоні провів лише по півроку, записавши до активу усього по декілька ігор.
Завершив професійну ігрову кар'єру у друголіговому клубі «Кастельйон», за команду якого виступав протягом 2009—2010 років.

## Виступи за збірні
1995 року дебютував у складі юнацької збірної Іспанії, взявши участь в одній грі на юнацькому рівні.
Протягом 1995–2000 років залучався до складу молодіжної збірної Іспанії. На молодіжному рівні зіграв у 13 офіційних матчах, забив 1 гол.
18 серпня 1999 року дебютував в офіційних матчах у складі національної збірної Іспанії, провівшу на полі увесь товариський матч проти збірної Польщі. У перших двох матчах центральний захисник відзначався забитими голами, проте стати основним гравцем захисту національної команди, за 6 років провівши у її формі лише 12 матчів і забивши 3 голи.
Був учасником чемпіонату Європи 2004 року в Португалії, на якому втім на поле не виходив.

## Титули і досягнення
- Чемпіон Іспанії (1):

«Депортіво»:  1999–00
- Володар Кубка Іспанії з футболу (1):

«Депортіво»:  2001–02
- Володар Суперкубка Іспанії (1):

«Депортіво»: 2002
- Чемпіон Європи (U-18): 1995